# Pimpinella schimperi
Pimpinella schimperi är en flockblommig växtart som beskrevs av Dawit. Pimpinella schimperi ingår i släktet bockrötter, och familjen flockblommiga växter. Inga underarter finns listade i Catalogue of Life.